# Laura Antoja Rovira
Laura Antoja Rovira (Badalona, 11 de setembre de 1977) és una exjugadora i entrenadora de bàsquet catalana.
Formada a la Unió Esportiva Mataró, jugà en la posició de base. Debutà la temporada 1997-98 a la Divisió d'Honor amb l'Universitari de Barcelona. Posteriorment, jugà en diversos equips de la competició: AECS Hospitalet, Agrupació Esportiva Sedis Bàsquet, UB-FC Barcelona, amb el qual guanyà un campionat de Lliga (2005), Hondarribia Irún, Rivas Futura, Mann Filter Saragossa, Uni Girona Club de Bàsquet i Club Baloncesto Avenida, amb el qual guanyà una Supercopa d'Europa (2011), una Lliga (2013), una Copa de la Reina (2012) i dues Supercopes d'Espanya (2012 i 2013). Internacional amb la selecció espanyola de bàsquet, participà als Jocs Mediterranis de 2005. Es retirà esportivament al final de la temporada 2012-13.
Llicenciada en fisioteràpia, exercí com a fisioterapeuta de l'Uni Girona la temporada 2014-15. El desembre de 2020 s'incorporà al cos tècnic del club gironí com assistent, aconseguint una Copa de la Reina (2021) i una Supercopa d'Espanya (2022). Ha sigut entrenadora de l'Uni Girona entre el maig i el desembre de 2023.

## Palmarès

### Com a jugadora
- 1 Supercopa d'Europa de bàsquet femenina: 2011-12
- 2 Lligues espanyoles de bàsquet femenina: 2004-05, 2012-13
- 1 Copa espanyola de bàsquet femenina:: 2011-12
- 2 Supercopa espanyola de bàsquet femenina: 2011-12, 2012-13
- 2 Lligues catalana de bàsquet femenina: 2005, 2010

### Com a entrenadora
- 1 Copa espanyola de bàsquet femenina: 2020-21
- 1 Supercopa espanyola de bàsquet femenina: 2022-23